# زلزال جزر الملكة شارلوت 1949
زلزال جزر الملكة شارلوت 1949 هو زلزالٌ وقعَ في هيدا غواي ‏ في كندا بتاريخ 22 أغسطس 1949.